# Tocqueville-les-Murs
Tocqueville-les-Murs là một xã thuộc tỉnh Seine-Maritime trong vùng Normandie miền bắc nước Pháp.

## Dân số
| 1962                                            | 1968 | 1975 | 1982 | 1990 | 1999 | 2006 |
| ----------------------------------------------- | ---- | ---- | ---- | ---- | ---- | ---- |
| 170                                             | 185  | 171  | 236  | 223  | 209  | 276  |
| Starting in 1962: Population without duplicates |      |      |      |      |      |      |